# 후나키촌 (효고현)
후나키촌(船城村)은 효고현 히카미군에 설치되었던 촌이다. 현재의 단바시에 해당한다.

## 역사
- 1889년 4월 1일 - 정촌제 시행에 의해 13촌의 구역을 가지고 성립하였다.
- 1955년 3월 20일 - 구로이정, 가스카베촌, 고쿠료촌, 오지촌과 합병해, 가스가정이 성립, 동일 후나키촌은 폐지되었다.

## 교통

### 철도
구촌 지역에 일본국유철도 후쿠치야마선이 지나가지만, 역은 소재하지 않았다.

### 도로
- 국도 제175호선

## 참고문헌
- 角川日本地名大辞典 28 兵庫県